# Belarus bidrag i Eurovision Song Contest

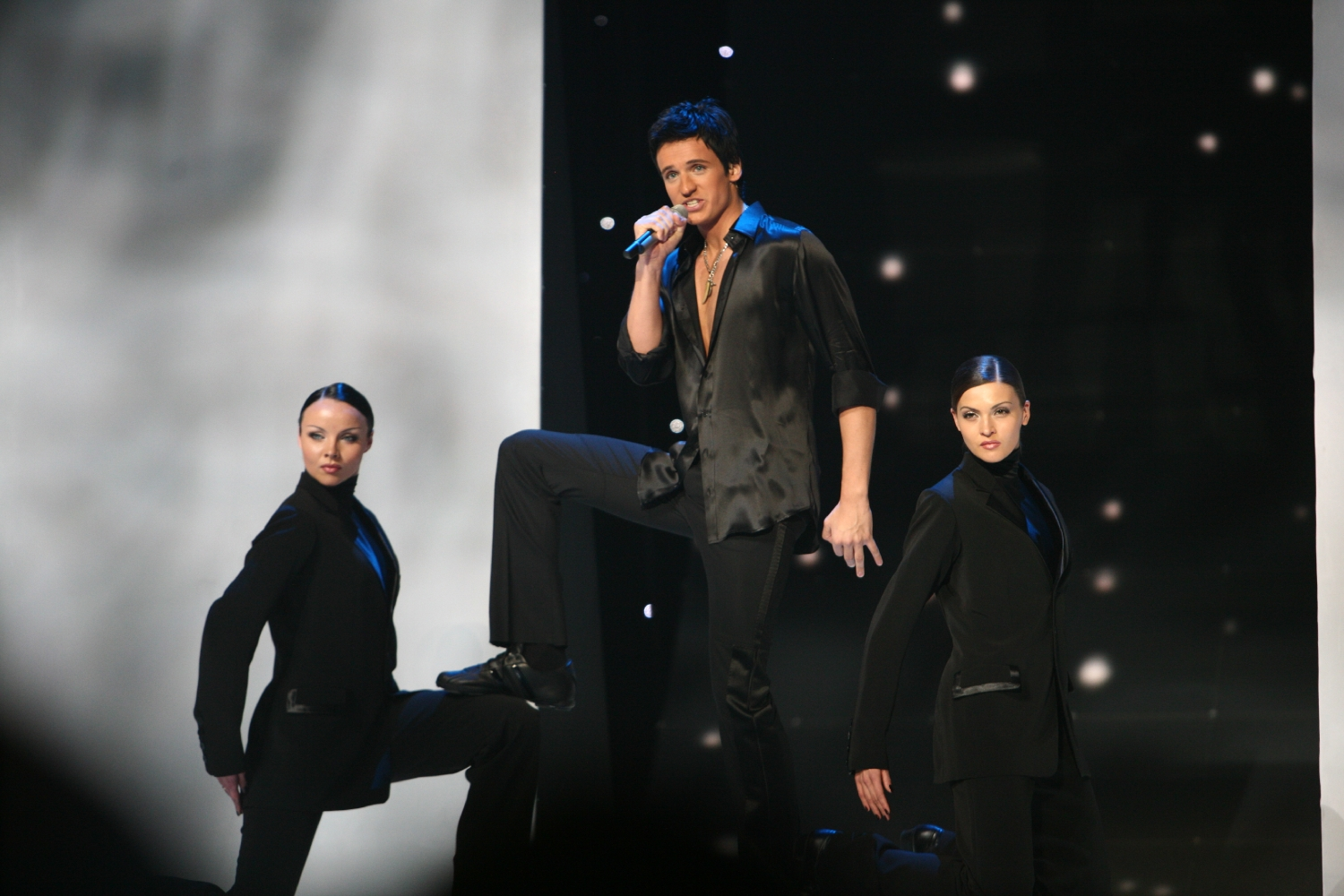
Dmitry Koldun i Helsingfors 2007

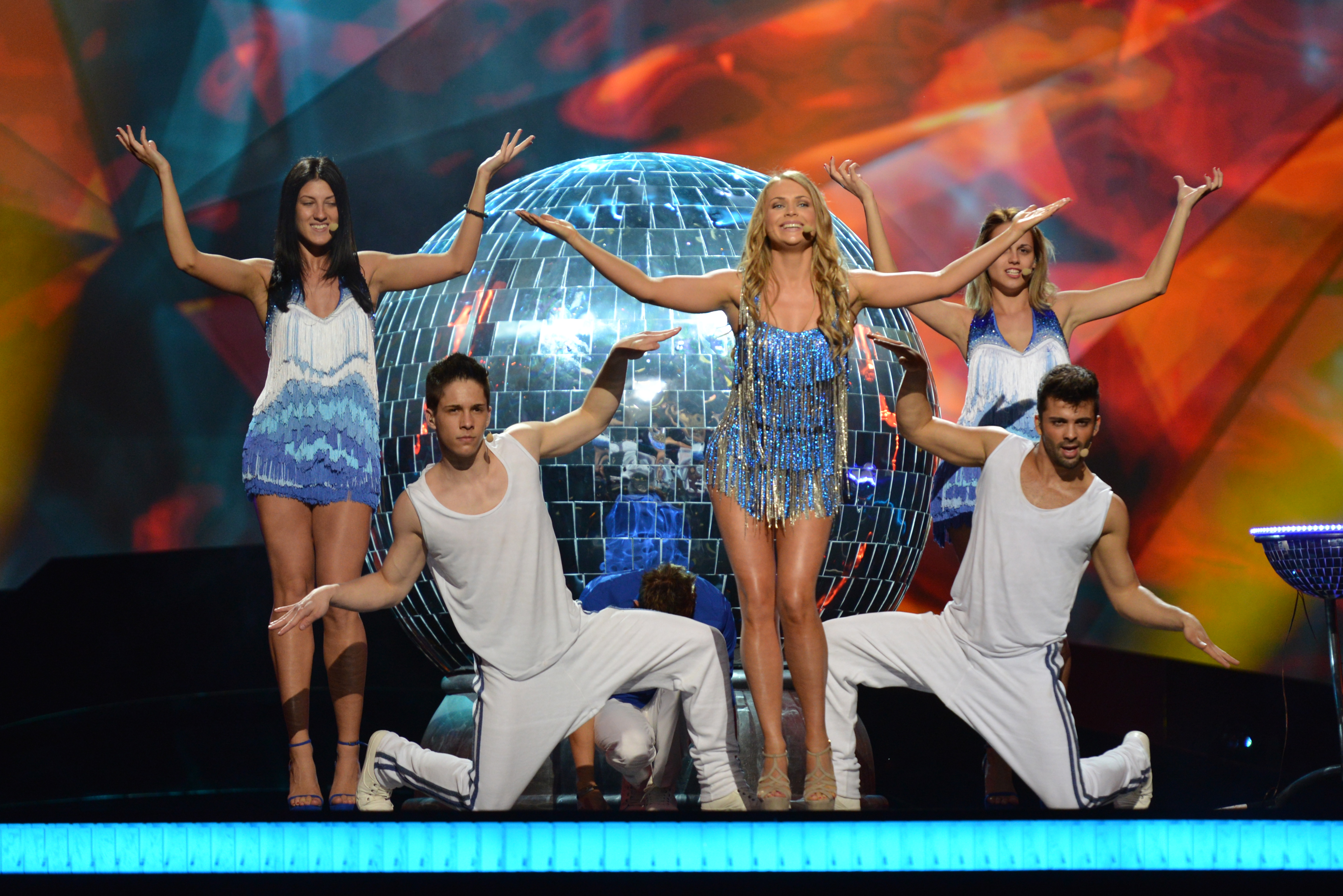
Aljona Lanskaja i Malmö 2013

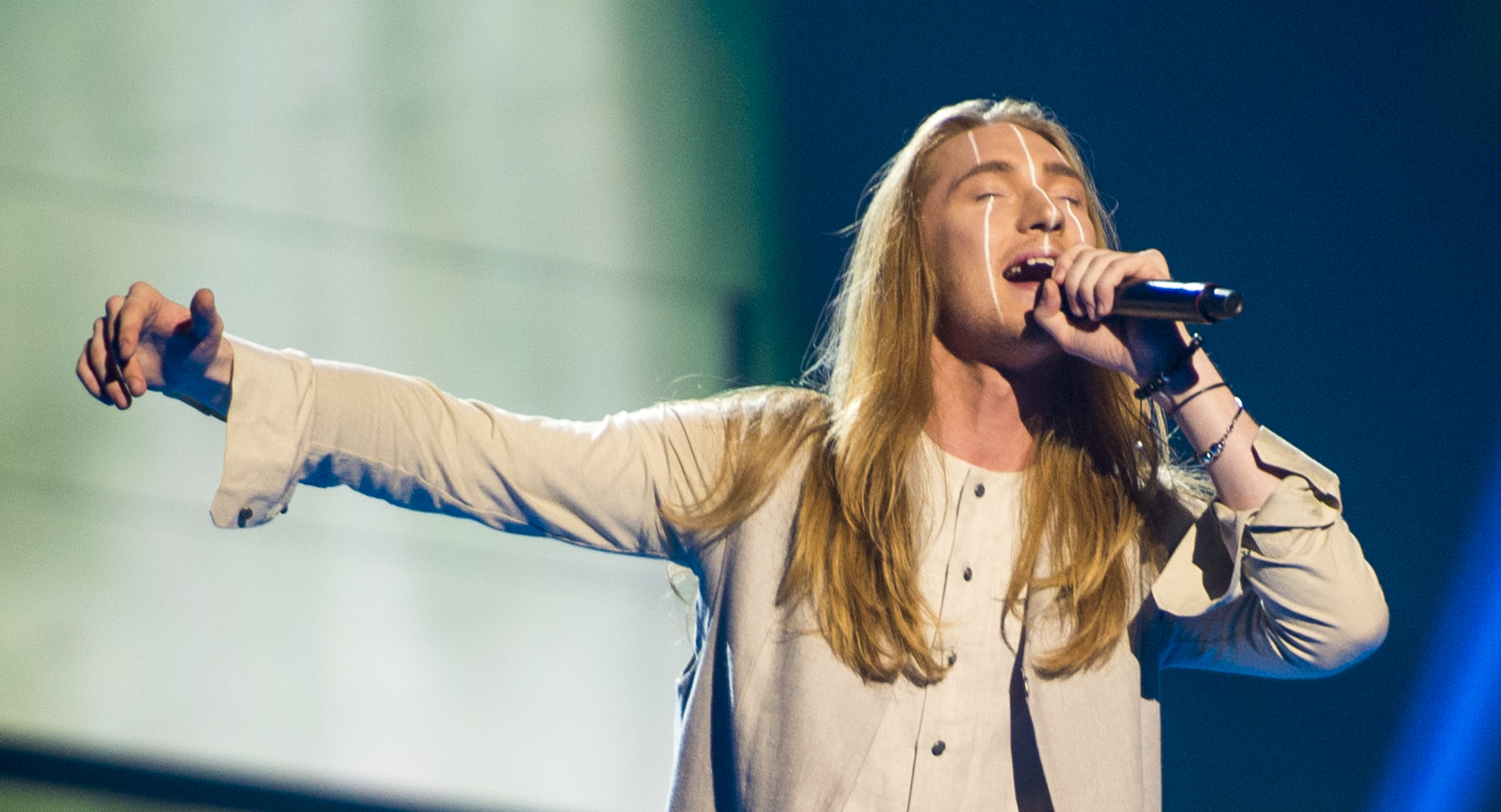
Ivan i Stockholm 2016

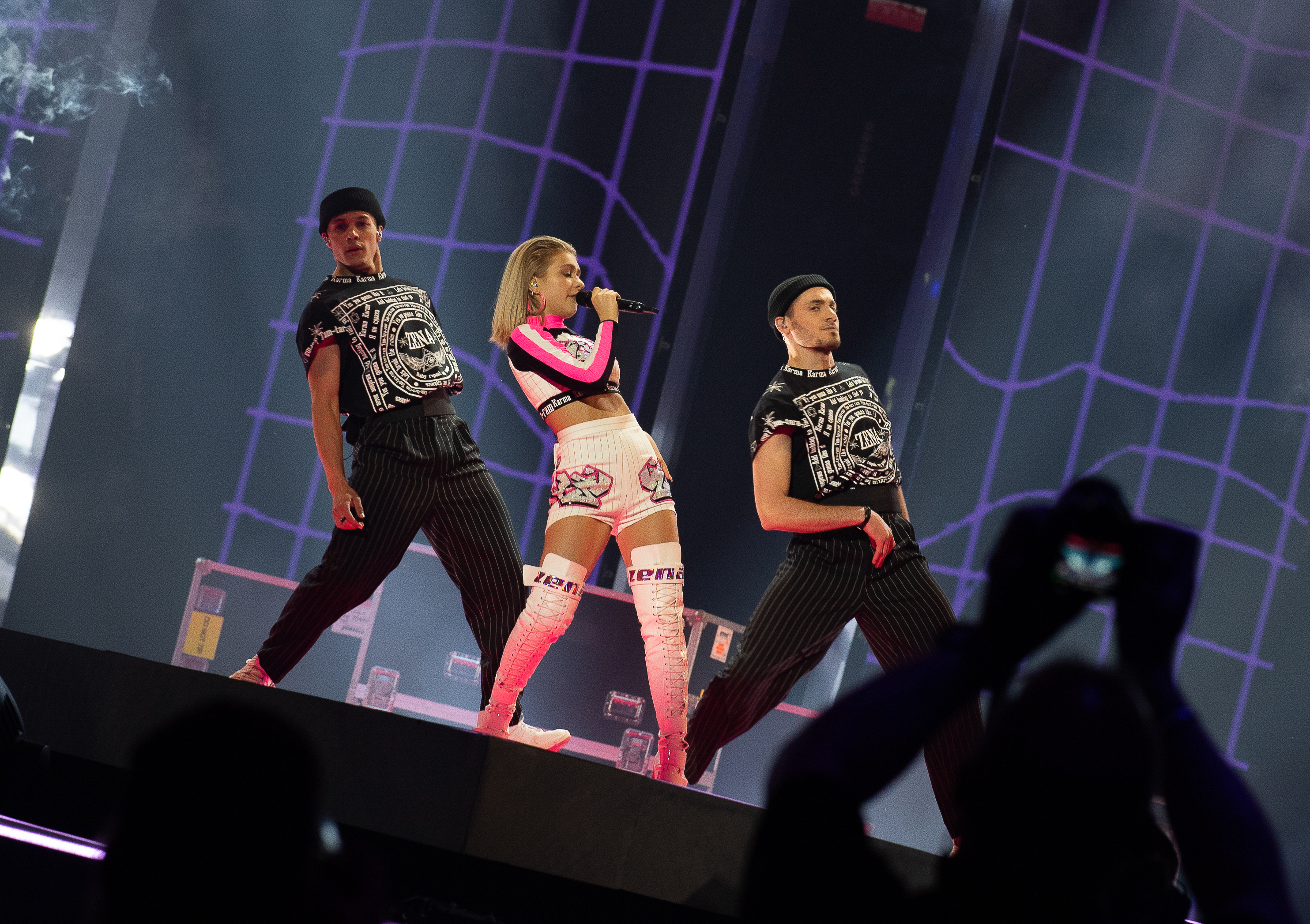
ZENA i Tel Aviv 2019

Belarus debuterade i Eurovision Song Contest 2004 och har till och med 2019 deltagit 16 gånger. Det belarusiska tv-bolaget Belaruskaja Tele-Radio Campanjia (BTRC) har ansvarat för Belarus medverkan varje år sedan 2004. Belarus har genom åren använt olika metoder för att utse sin representant och bidrag för tävlingen, antingen genom internval eller en nationell uttagning. 
Belarus har hittills aldrig stått som slutgiltig vinnare i en ESC-final och ej heller kommit bland de tre första placeringarna i en final. Som bäst har man blivit fyra i en semifinal och sexa i en final, vilka bägge placeringarna uppnåddes år 2007.

## Belarus i Eurovision Song Contest

### Historia
Belarus debuterade 2004, samma år som systemet med semifinal infördes och fler länder än tidigare kunde delta. Det dröjde dock fram till 2007 då Belarus nådde finalen för första gången. Dzmitry Kaldun med låten "Work Your Magic" slutade på sjätteplats i finalen i Helsingfors, vilket än idag är Belarus bästa placering i tävlingen, och enda gången man slutat inom topp tio i finalen. Sedan dess har Belarus kvalat sig till finalen fem gånger på tolv försök. Man kvalade sig till finalen 2010, 2013, 2014, 2017 och 2019. Belarus har dock inte lyckats med att få en bra placering på någon av de tillfällena man kvalat sig till finalen.
2021 skickade man bidraget "Ya nauchu tebya (I'll Teach You)" till tävlingen, men bidraget innehöll politiska budskap, vilket är emot EBU:s regler. Som ett resultat meddelade EBU att bidraget inte får delta i tävlingen och krävde att det belarusiska TV-bolaget BTRC måste utse antingen en ny version av låten eller en helt ny låt som överensstämmer med reglerna. Ett par dagar senare meddelade EBU att Belarus inte längre skulle delta i tävlingen, efter att två låtar av gruppen Galasy ZMesta avvisats. På grund av protesterna i Belarus 2020–2021 valde EBU:s styrelse att stänga av Belarus från att delta i Eurovision Song Contest då landet inte uppehåller EBU:s värderingar om yttrandefrihet och tryckfrihet i samband med censureringen av journalism i landet.

### Nationell uttagningsform
Från debuten 2004 fram till 2009 använde man sig av uttagningen "Eurofest" där man första året endast arrangerade en nationell final. Året därpå hade man samma upplägg, men efter att Anzjalika Ahurbasj vunnit i finalen bytte hon bidrag. Hennes bidrag, rockballaden Boys and Girls, hade valts ut av en inhemsk jury, men efter att ha lanserat låten i Europa utan framgång bestämdes att man skulle byta bidrag. Därmed valdes bidraget ut internt. 2006 valde man att införa en semifinal och som avlutades med en final. Detta systemet varade fram till 2009 och ersattes året efter med internval. 2012 återvände Eurofest med samma upplägg. 2014 ändrade man om i upplägget och sedan dess använder man sig enbart av en finalkväll där vinnaren utses. 

## Resultattabell
| 1 | Vinnare                            |
| 2 | Andra plats                        |
| 3 | Tredje plats                       |
| ◁ | Sista plats                        |
| X | Ett bidrag valdes men tävlade inte |

| År                              | Artist                    | Bidrag                | Språk       | Final              | Poäng              | Semi               | Poäng              |
| ------------------------------- | ------------------------- | --------------------- | ----------- | ------------------ | ------------------ | ------------------ | ------------------ |
| 2004                            | Aljaksandra & Kanstantsin | "My Galileo"          | Engelska    | Kvalificerade inte | Kvalificerade inte | 19                 | 10                 |
| 2005                            | Anzjalika Ahurbasj        | "Love Me Tonight"     | Engelska    | Kvalificerade inte | Kvalificerade inte | 13                 | 67                 |
| 2006                            | Palina Smolava            | "Mum"                 | Engelska    | Kvalificerade inte | Kvalificerade inte | 22                 | 10                 |
| 2007                            | Dzmitry Kaldun            | "Work Your Magic"     | Engelska    | 6                  | 145                | 4                  | 176                |
| 2008                            | Ruslan Aljachno           | "Hasta La Vista"      | Engelska    | Kvalificerade inte | Kvalificerade inte | 17                 | 27                 |
| 2009                            | Petr Elfimov              | "Eyes That Never Lie" | Engelska    | Kvalificerade inte | Kvalificerade inte | 13                 | 25                 |
| 2010                            | 3+2 & Robert Wells        | "Butterflies"         | Engelska    | 24                 | 18                 | 8                  | 59                 |
| 2011                            | Anastasija Vinnikava      | "I Love Belarus"      | Engelska    | Kvalificerade inte | Kvalificerade inte | 14                 | 45                 |
| 2012                            | Litesound                 | "We Are the Heroes"   | Engelska    | Kvalificerade inte | Kvalificerade inte | 16                 | 35                 |
| 2013                            | Aljona Lanskaja           | "Solayoh"             | Engelska    | 16                 | 48                 | 7                  | 64                 |
| 2014                            | Teo                       | "Cheesecake"          | Engelska    | 16                 | 43                 | 5                  | 87                 |
| 2015                            | Uzari & Maimuna           | "Time"                | Engelska    | Kvalificerade inte | Kvalificerade inte | 12                 | 39                 |
| 2016                            | Ivan                      | "Help You Fly"        | Engelska    | Kvalificerade inte | Kvalificerade inte | 12                 | 84                 |
| 2017                            | NAVI                      | "Story of My Life"    | Belarusiska | 17                 | 83                 | 9                  | 110                |
| 2018                            | Alekseev                  | "Forever"             | Engelska    | Kvalificerade inte | Kvalificerade inte | 16                 | 65                 |
| 2019                            | ZENA                      | "Like It"             | Engelska    | 24                 | 31                 | 10                 | 122                |
| 2020                            | VAL                       | "Da Vidna"            | Belarusiska | Tävlingen inställd | Tävlingen inställd | Tävlingen inställd | Tävlingen inställd |
| 2021                            | Galasy ZMesta             | "Ya Nauchu Tebya"     | Ryska       | Diskvalificerad    | Diskvalificerad    | Diskvalificerad    | Diskvalificerad    |
| Avstängd från tävlan sedan 2021 |                           |                       |             |                    |                    |                    |                    |

## Röstningshistorik (2004–2017)
Källa: Eurovision Song Contest Database

### Belarus hargivitmest poäng till...
| Endast finaler | Endast finaler | Endast finaler |
| Nr             | Land           | Poäng          |
| -------------- | -------------- | -------------- |
| 1              | Ryssland       | 166            |
| 2              | Ukraina        | 126            |
| 3              | Azerbajdzjan   | 71             |
| 4              | Norge          | 66             |
| 5              | Sverige        | 53             |

| Finaler och semifinaler | Finaler och semifinaler | Finaler och semifinaler |
| Nr                      | Land                    | Poäng                   |
| ----------------------- | ----------------------- | ----------------------- |
| 1                       | Ukraina                 | 215                     |
| 2                       | Ryssland                | 212                     |
| 3                       | Moldavien               | 104                     |
| 4                       | Litauen                 | 101                     |
| 5                       | Norge                   | 99                      |

### Belarus harmottagitflest poäng från...
| Endast finaler | Endast finaler | Endast finaler |
| Nr             | Land           | Poäng          |
| -------------- | -------------- | -------------- |
| 1              | Ukraina        | 50             |
| 2              | Ryssland       | 41             |
| 3              | Azerbajdzjan   | 32             |
| 4              | Georgien       | 31             |
| 5              | Moldavien      | 26             |

| Finaler och semifinaler | Finaler och semifinaler | Finaler och semifinaler |
| Nr                      | Land                    | Poäng                   |
| ----------------------- | ----------------------- | ----------------------- |
| 1                       | Ukraina                 | 155                     |
| 2                       | Ryssland                | 89                      |
| 3                       | Georgien                | 87                      |
| 4                       | Litauen                 | 83                      |
| 5                       | Moldavien               | 77                      |